# Lijst van personages uit Avatar: De Legende van Aang
Dit is een lijst van personages uit de animatieserie Avatar: De Legende van Aang.

## Hoofdpersonen

### Aang
- Naam: Aang
- Nationaliteit: De luchtnomaden
- Geslacht: Man
- Kleur haar: Zwart (normaal kaal)
- Kleur ogen: Grijs
- Leeftijd: 12 (112 na meetellen van tijd in ijs)
- Positie: Voorvechter
- Eerste verschijning: De jongen in de IJsberg
- Sturing(en): Lucht, naarmate de serie verdergaat leert hij ook nog Water, Aarde en Vuur, Bliksem (alleen doorsturen)
- Wapen(s): Staf
- Groep: Luchtnomaden, Team Aang/Team Gyatso, Team Avatar, minder dan 1 aflevering bij de vrijheidsstrijders van Jet

Aang is de honderd jaar verdwenen Avatar. Hij is 112 jaar geleden geboren, maar fysiek is hij 12 jaar en hij is erg speels. Aang is geboren bij de Luchtnomaden op de Zuidelijke Luchttempel en kan fantastisch Luchtsturen. Op zijn twaalfde hoorde hij dat hij de Avatar was. Normaal wordt dit pas verteld als de Avatar zestien is, maar de concrete dreiging van de Vuurnatie doet de monniken besluiten dit te vervroegen.
Aang leerde spelenderwijs Luchtsturen van Monnik Gyatso, zijn mentor. De andere monniken keurden de manier waarop Gyatso Aang voorbereidde op zijn taak als de Avatar af en wilden Aang en Gyatso van elkaar scheiden. Aang hoorde de monniken, per ongeluk, praten over hun plannen en schrok zo van het nieuws dat hij wegliep. Geschrokken, boos, verdrietig en verraden vliegt hij op Appa, zijn vliegende bizon en dierlijke gids, weg. Toen hij boven zee vloog raakte hij in een woeste storm en viel hij samen met Appa in zee. Aang riep de Avatargeest op om zichzelf en Appa te redden, en bevroor Appa en hem in een ijsbal. Een ijsberg waar Aang en Appa 100 jaar lang in zullen blijven.
Na honderd jaar bevroren te zijn geweest, beginnen Aangs avonturen als hij uit de ijsberg bevrijdt wordt door Katara en Sokka van de Zuidelijke Waterstam.
Aang is in bijna alle afleveringen te zien, behalve in Zuko alleen (boek 2).
Naarmate het verhaal verdergaat probeert Aang Katara steeds vaker duidelijk te maken dat hij smoorverliefd op haar is, maar Katara heeft dit nooit door. In "De grot van de twee geliefden" denkt Katara dat ze moeten zoenen om hun weg te vinden, ze zoenen wel, maar op het moment dat ze elkaar aanraken raakt de fakkel op en de kijker krijgt de zoen dus niet te zien.
Tijdens de zonsverduistering herhaalt dit moment zich bijna, wanneer Aang met Katara zoent om haar duidelijk te maken dat hij van haar houdt, omdat hij denkt dat hij kan doodgaan als met de Vuurheer vecht.
Na de ontknoping, wanneer de balans in de wereld hersteld is, staan Aang en Katara op een balkon in Ba Sin Se en zoenen ze opnieuw, om hierna voor altijd bij elkaar te blijven.

### Katara
- Naam: Katara
- Nationaliteit: Waterstam
- Geslacht: Vrouw
- Kleur haar: Bruin
- Kleur ogen: Blauw
- Leeftijd: 14
- Positie: Beschermer
- Eerste verschijning: De jongen in de IJsberg
- Sturing(en): Water, ijs, bloed
- Wapen(s): Geen
- Groep: Waterstuurders op de Zuidpool, Team Avatar, nog minder dan 1 aflevering de Vrijheidsstrijders in Jet

Katara is een veertienjarig meisje dat van de Zuidelijke Waterstam op de Zuidpool komt. Haar moeder is gedood door de Vuurnatie en haar vader is twee jaar geleden vertrokken om het Aarderijk te verdedigen tegen de Vuurnatie. Ze is de enige in haar stam die kan Watersturen en vanaf kinds af aan weet ze al dat ze Watermeester wil worden. Alle Watermeesters uit de zuidelijke stam zijn weggehaald of gedood door de Vuurnatie. Katara wil graag naar de Noordpool toe, waar nog wel Watermeesters zijn.
Op een dag zijn Katara en haar broer Sokka aan het vissen, om voedsel voor de stam te krijgen. Ze vinden daar Avatar Aang in een ijsberg. Katara bevrijdt hem uit de ijsberg en neemt hem mee naar haar stam, waar Aang weer weg wordt gehaald door Zuko, een verbannen Vuurprins die probeert de Avatar te vinden. Katara en Sokka gaan op Aangs vliegende bizon Appa Aang zoeken. Ze vinden hem en weten hem te bevrijden. Daarna vertrekken ze naar de Noordpool, terwijl ze reizen door het Aarderijk. Katara en Aang worden steeds beter in Watersturen, Katara ontdekt ook dat ze kan genezen met water.
In boek twee is Katara een echte Watermeester en leert ze Aang beter te Watersturen. Ze is erg krachtig en een geweldige Watermeester. Als Toph zich bij het team aansluit, heeft ze eerst wat problemen met Toph. Katara is ongeveer de moeder van het team, ze probeert zo veel mogelijk voor de anderen te zorgen. Toph is echter egoïstisch en zondert zich af, maar uiteindelijk verandert dat ook en kunnen ze goed met elkaar opschieten. In de finale van boek twee wordt Aang door Azula, de zus van Zuko, dodelijk verwond in de Avatartrance. Katara vangt hem op en geneest hem, door middel van het water uit de Geestenoase, die ze van haar meester heeft gekregen.
In boek drie is Katara nog krachtiger. Ze is ook erg inventief. Ze gebruikt een keer haar zweet om te ontsnappen uit een houten cel. Ze komen ook iemand tegen van de Zuiderstam, een oude vrouw genaamd Hama, die is weggenomen omdat ze een Watermeester was. Ze leert van Hama technieken om water uit pure lucht en uit planten te halen. Tijdens de volle maan, als de krachten van de Watermeesters op hun sterkst zijn, wil Hama Katara leren Bloedsturen, de macht om water in een lichaam te sturen, waardoor je diegene jouw wil oplegt. Katara weigert deze techniek te leren, waardoor Hama haar aanvalt. Als Sokka en Aang erbij komen, probeert Hama Sokka en Aang elkaar te laten vermoorden door middel van Bloedsturing. Katara redt ze, door bloedsturing te gebruiken op Hama. Hama wordt gevangengenomen en vertelt Katara dat ze nu een Bloedmeester is.

### Sokka
- Naam: Sokka
- Nationaliteit: Waterstam
- Geslacht: Man
- Kleur haar: Bruin
- Kleur ogen: Blauw
- Leeftijd: 15
- Eerste verschijning: De jongen in de IJsberg
- Wapen(s): Boemerang, "Ruimtezwaard" - zelfgemaakt zwaard van een meteoriet
- Groep: Het 'leger' van Hakoda, leider van de Zuidelijke Waterstam, Team Avatar,1 dag lid Kyoshi krijgers

Sokka is de broer van Katara. Hij is zestien jaar en een goed krijger. Omdat alle krijgers twee jaar geleden weg gingen om te vechten tegen de Vuurnatie, is Sokka nu de oudste en enige krijger om op de stam te passen. Hij voelt zich niet echt op zijn gemak tussen al die stuurders van elementen en vertrouwt liever op wapens en zijn denkwerk. Eerst vertrouwde Sokka Aang niet toen ze hem vonden, maar al gauw werden ze goede vrienden. Sokka is heel slim, en zijn kennis blijkt in veel gevallen handig te zijn tegen de Vuurnatie. Sokka wordt snel verliefd op meisjes en is een behoorlijke meidenmagneet. In de serie heeft hij de aandacht van drie meisjes getrokken; Suki, de leider van de Kyoshi Krijgers op Kyoshi Eiland. Ze ontmoetten elkaar maar een dag of twee in seizoen 1 voordat Sokka weer vertrok, maar in seizoen 2 zagen ze elkaar weer op weg naar Ba Sing Se. In boek 2 wilde Suki hem zoenen maar Sokka hield haar tegen. Die avond zoende Sokka Suki zelf. Prinses Yue, dochter van Arnook, leider van de Noorder Waterstam. En dan nog Ty Lee. Ze is een dochter van een edelman en komt uit de Vuurnatie. Ze verliet haar thuis om in een circus te werken als acrobaat, wat haar lust en leven was, totdat Azula haar overhaalde om met haar op de Avatar te jagen, waardoor Ty Lee Sokka ontmoette. Sokka blijkt in seizoen 3 ook een geweldige zwaardvechtkunst te bezitten en maakt zijn eigen zwaard. Sokka kan het trouwens ook heel erg goed vinden met Toph. Maar hij heeft het dan op het eind met Suki.
Sokka zou (volgens zijn zus) verschillende functies hebben in de groep, zo zou hij de plannenman zijn, maar ook het zeurpietje. Sokka staat bekend om zijn humor en pessimisme, maar heeft een hart van goud en is erg dapper.

### Zuko
- Naam: Zuko
- Nationaliteit: Vuurnatie
- Geslacht: Man
- Kleur haar: Zwart/bruin
- Kleur ogen: Lichtbruin/geel
- Leeftijd: 16
- Eerste verschijning: De Jongen In De IJsberg
- Sturing(en): Vuur, Bliksem (alleen doorsturen)
- Wapen: Duozwaarden
- Groep: Team Zuko, Team Azula, Team Avatar, Vuurnatie en Vuurnatieleger

Zuko is de zestienjarige prins van de Vuurnatie: de zoon van de huidige Vuurheer, Ozai, de heerser van de Vuurnatie. Hij is echter verbannen uit zijn vaderland door zijn eigen vader, en mag alleen terugkeren als hij de langverloren Avatar weet te vinden en vangen. Zuko wordt bijgestaan door zijn oom Iroh. Samen reisde ze al twee jaar rond de wereld, op zoek naar de Avatar, toen Aang bevrijd werd uit de ijsberg. Vanaf dat moment maakt Zuko constant jacht op Aang en zijn vrienden. Hij ziet het als de enige manier om zijn eer terug te krijgen en gaat dan ook erg ver om zijn doel te bereiken.
Wanneer Zuko een verrader van de Vuurnatie wordt verklaard, verliest hij alle hoop om nog naar huis terug te keren en zwerft hij doelloos door het Aarderijk. Hij wordt op de hielen gezeten door zijn zusje Azula, die de taak heeft hem en zijn oom uit de weg te ruimen. Tijdens zijn omzwervingen begint Zuko steeds meer zijn vriendelijker kant te laten zien, en hij begint mee te leven met dezelfde mensen die zijn natie terroriseert. Naarmate hun ontmoetingen met Azula steeds gevaarlijker worden, staat Zuko erop dat Iroh hem beter Vuursturen leert. Door zijn oom te verraden en Azula te helpen weten ze Bah Sing Se te veroveren, en hij bevat zelf nauwelijks dat hij weer naar huis mag. Hij heeft ook inmiddels een relatie met Mai, die bijna stukloopt. Als Iroh hem een rol stuurt komt hij erachter dat hij weliswaar van Sozin afstamt via zijn vader, maar ook van Avatar Roku, via zijn moeders kant. Zuko ziet nu in dat het zijn taak is om de Avatar te helpen met het herstellen van de balans in de wereld.
Tijdens de zonsverduistering confronteert Zuko zijn vader. Hij kondigt aan dat hij Iroh als zijn vader beschouwt en dat hij de Avatar gaat helpen om Ozai te verslaan. Ozai onthuld dat Zuko's moeder verbannen is en misschien nog leeft. Zodra de zonsverduistering voorbij is valt Ozai Zuko aan met bliksem, maar Zuko gebruikt een methode die Iroh hem geleerd heeft en kaatst de bliksem terug naar zijn vader. Vervolgens vlucht hij en volgt Aang naar de Westelijke Luchttempel, waar hij zich bij hem aansluit als zijn leraar Vuursturen.
Nadat hij zich bij Aang heeft aangesloten helpt hij Katara bij het vinden van haar moeders moordenaar, die zij niet doodt, maar hem ook niet vergeeft.
In de Ontknoping gaan Zuko en Katara naar de hoofdstad van de Vuurnatie om te voorkomen dat Azula Vuurheer wordt.
Azula is tegen de tijd van haar kroning compleet krankzinnig geworden en daardoor verzwakt. Het laatste dat Azula tegen haar broer is: “Het spijt me dat het zo moet eindigen" waarop Zuko zegt dat ze dat niet meent. De twee binden een spannende strijd aan, maar na verloop van tijd beseft Azula dat ze niet van haar broer kan winnen, waarop ze bliksem afstuurt op Katara, maar die Zuko in zich krijgt.
Door de hulp van Katara overleeft hij het gevecht en wordt hij de nieuwe Vuurheer, hij trouwt waarschijnlijk met Mai, die de nieuwe Vuurheerseres wordt.

### Toph
- Naam: Toph Beifong
- Nationaliteit: Aarderijk
- Geslacht: Vrouw
- Kleur haar: Zwart
- Kleur ogen: Grijs (blind)
- Leeftijd: 12
- Eerste verschijning: Aang zag haar als visioen in 'Het Moeras' Maar zelf kwam ze pas voor in 'De Blinde Bandiet'
- Sturing(en): Aarde, metaal, zand en ruimteaarde (meteoriet)
- Groep: Team Avatar

Toph Beifong is een sterke Aardemeester. Ze rent van huis weg omdat haar familie erg beschermd opvoedden vanwege haar blindheid. Toph ziet door middel van Aardesturing, ze voelt de trillingen in de grond. Dat heeft ze geleerd van de dasmollen de eerste aardmeesters. Doordat ze is weggelopen, is ze soms nogal roekeloos. Ook is ze frontaal, sterk onafhankelijk, sarcastisch, direct en brutaal eerlijk. In plaats van Aang, die gevechten vaak vermijdt, wil zij dolgraag vechten, omdat ze erg trots is op haar Aardesturingstechnieken. Later leert ze ook Metaalsturen, want in metaal zitten kleine deeltjes aarde.
Ze heeft stiekem een klein oogje op Sokka, maar dat laat ze zeker niet merken.
Toph noemt Aang zelden bij zijn voornaam, laat staan dat zij hem de Avatar noemt. Ze noemt Aang altijd Ballerina, waarschijnlijk omdat hij als Luchtmeester heel lichtvoetig en snel is. Ondanks haar ruige karakter houdt ze en heeft ze wel het beste voor met haar vrienden.

### Iroh
- Naam: Iroh
- Nationaliteit: Vuurnatie
- Geslacht: Man
- Kleur haar: Grijs
- Kleur ogen: Bruin
- Leeftijd: 56
- Eerste verschijning: De Jongen In De IJsberg
- Sturing(en): Vuur en bliksem techniek
- Groep: Vuurnatie, Team Zuko, Team Avatar, De Leden van de Witte Lotus

Iroh is een heel sterke Vuurmeester, ook al laat hij daar niet vaak wat van zien. Hij was in het verleden een legendarische generaal van de Vuurnatie, met als bijnaam 'Draak van het Westen', omdat dat hij de laatste draak gedood zou hebben. Later bleek dat hij hierover gelogen had om de laatst overgebleven draken te beschermen. Hoewel hij de broer is van de Vuurheer, is Iroh heel vriendelijk en geniet hij van het leven. Als de oudste zoon van Vuurheer Azulon, had Iroh het recht op de troon, maar toen Iroh's enige zoon Lu Ten overleed in de oorlog, kreeg Irohs jongere broer Ozai onder verdachte omstandigheden de troon.
Generaal Iroh bleef zijn broer Ozai dienen, maar toen Iroh's neefje verbannen werd uit de Vuurnatie, liet Iroh zijn taak als generaal vallen en volgde Zuko in ballingschap. Twee jaar lang trainde en adviseerde Iroh zijn jonge, verbannen neef. Als de Avatar zich na honderd jaar weer laat zien, helpt Iroh hem met zijn pogingen om de Avatar te vangen.
Wanneer zowel Iroh als Zuko verraders worden verklaard, blijft Iroh bij Zuko en begint samen met hem hun zwerftocht door het Aarderijk. Ondanks dat ze een tijdje zonder elkaar hebben gereisd, komen ze uiteindelijk samen in Ba Sing Se aan en beginnen ze een nieuw leven als Mushi en Lee. Dit nieuwe leven wordt bruut verstoord als Azula Ba Sing Se binnendringt, de Dai Li onder haar controle krijgt, de Aardekoning van zijn troon stoot, Iroh gevangenneemt en Zuko zover krijgt dat hij Azula verkiest boven zijn oom. Iroh wordt gevangengenomen, wegens verraad van de Vuurnatie. Zuko niet, zijn eer wordt hersteld en is weer volwaardig Vuurprins. Iroh wordt hier boos om en weigert met Zuko te praten, zelfs al wil Zuko dat zelf. In zijn cel begint Iroh met trainen en tijdens de zonsverduistering grijpt hij zijn kans. Als Zuko naar Irohs cel rent om hem te bevrijden blijkt hij al uitgebroken. Aan het einde van boek drie en in verschillende afleveringen blijkt Iroh hoog lid te zijn van de orde van de Witte Lotus.

### Appa
- Naam: Appa
- Nationaliteit: De Luchtnomaden
- Geslacht: Man
- Kleur haar: Wit met Bruin
- Kleur ogen: Bruin
- Leeftijd: 107 (Fysiek 7)
- Eerste verschijning: De jongen in de ijsberg
- Sturing(en): Luchtsturen
- Groep: Team Avatar

Appa is een Luchtbizon, en Aangs dierlijke gids (net als Roku's draak Fang dat voor Roku was). Aang had Appa gekregen toen hij nog in de Luchtempel was. Appa weegt 10 ton. Hij heeft 5 magen en zes poten, en een witte vacht. Hij kan vliegen door middel van Luchtsturen. Hij redt Aang en z'n vrienden vaak uit de problemen.
Hij en Aang zaten vast in een ijsberg, omdat Aang zichzelf en Appa wilde redden van verdrinkingsdood. Appa, Aang en Momo zijn de laatste van alle Luchtnomaden.

### Momo
- Naam: Momo
- Nationaliteit: De Luchtnomaden
- Geslacht: Man
- Kleur haar: Wit met Bruin
- Kleur ogen: Bruin
- Leeftijd: onbekend
- Eerste verschijning: De Zuidelijke Luchttempel
- Sturing(en): Luchtsturen
- Groep: Team Avatar

Momo is een vliegende Maki en Aang's tweede "huis"dier. Hij woonde in de Zuidelijke Luchttempel waar Aang, Sokka, Katara en Appa hem ontmoeten. Sokka wilt Momo eerst opeten, omdat hij zo'n honger heeft. Maar aan het einde van de aflevering, geeft Momo aan Sokka wat fruit en sindsdien zijn ze vrienden. 
Momo houdt van eten en dat blijkt uit zijn vele momenten dat hij zit te eten, verder heeft hij een ondeugend karakter. Hij kan net als Appa vliegen, maar gebruikt hierbij een soort vleermuisachtige vleugels. Hij is ook erg handig, zo weet hij een slot van een kooi te openen waarin hij vastzat. Momo, Aang en Appa zijn de laatste van de Luchtnomaden. 

### Azula
- Naam: Azula
- Nationaliteit: Vuurnatie
- Geslacht: Vrouw
- Kleur haar: Zwart/bruin
- Kleur ogen: Lichtbruin
- Leeftijd: 14
- Eerste verschijning: aflevering: De Storm Boek 1 water (in een flashback) De Slag om het Noorden deel 2 Boek 1 water (geïntroduceerd als Zuko's zusje)
- Sturing(en): Vuur (Blauw vuur, ontwikkelde versie van Vuursturen, beheerst de bliksemtechniek.)
- Groep: Team Azula, Vuurnatie, Vuurnatieleger

Azula is de veertienjarige prinses van de Vuurnatie, Zuko's jongere zusje, Irohs nichtje en Vuurheer Ozais favoriete kind. Ze is erg kwaadaardig, gemeen, verwend en ze heeft een bloedhekel aan haar broer Zuko, voor wie ze het koosnaampje 'Zuzu' heeft. Azula is intelligent, ongevoelig, inflexibel, dominerend en mogelijk psychotisch. Als ze iets wil, zal ze het krijgen, wat er ook voor moet gebeuren. Ze vindt anderen vervangbaar, en aarzelt niet om hun leven in gevaar te brengen om haar doel te bereiken.
In seizoen 2 is ze op jacht naar haar broer Zuko en haar oom Iroh, in opdracht van haar vader. Azula probeerde eerst Iroh en Zuko met een leugen gevangen te nemen, maar haar plan mislukte en Iroh en Zuko ontsnapten. Gedurende het tweede seizoen gaat Azula, samen met haar twee 'vriendinnen' Mai en Ty Lee, op jacht naar haar broer, oom, en als derde doelwit de Avatar. Het lukt Azula, dankzij een gevecht met de Kyoshi Krijgers, om de hoofdstad van het Aarderijk, Ba Sing Se, binnen te komen en de Aardekoning te onttronen. Sinds De Tweesprong van het Lot is het Aarderijk dus geclaimd door de Vuurnatie.
Azula mag dan wel jong zijn, ze is een heel sterke Vuurmeester. Ze beheerst blauw vuur (heel heet vuur) en bliksem, Azula is Ozais favoriete kind en heeft haar ook geleerd om het te beheersen. Het is bekend dat alleen de machtigste Vuurmeesters bliksem kunnen sturen met de perfecte controle. Iroh is er een van en haar vader, de Vuurheer. Samen met haar sadistische persoonlijkheid maakt dit Azula tot een extreem getalenteerde en gevaarlijke tegenstander. Die haatdragendheid schrikt ook de meeste jongens af.
Azula is slim, sluw en getalenteerd maar ze gebruikt deze drie dingen niet voor goede dingen maar voor het doden en beheersen van tegenstanders. En om haar onderdanen te intimideren. Tijdens de ontknoping draait Azula door, wanneer zij de nieuwe Vuurheer mag worden ze verbant zo goed als iedereen die in het paleis werkt of woont.

### Ozai
- Naam: Ozai
- Nationaliteit: Vuurnatie
- Geslacht: Man
- Kleur haar: Zwart
- Kleur ogen: Goud
- Leeftijd: Ongeveer 45 jaar
- Eerste verschijning: Midwinter deel 2: Avatar Roku (vermelding) De Storm (terugblik) De slag om het Noorden Deel 2 (officiële verschijning) Ontwaking (voor het eerst met heel het gezicht in beeld)
- Sturing(en): Vuur en bliksem

Vuurheer Ozai is de vader van Zuko en Azula, broer van Iroh en echtgenoot van de verdwenen Prinses Ursa. Hij is de huidige leider van de Vuurnatie, die zijn natie met harde hand regeert en de 100-jarige oorlog van zijn vader Azulon en grootvader Sozin voortzet. Ozai is echter de jongere van de twee zonen van Azulon en is door de dood van Irohs enige zoon op de troon gekomen omdat dan Irohs familietak uitsterft. Ozai wacht geduldig de terugkeer van Sozins Komeet af die hem en zijn leger de kracht geven de wereld te veroveren.

### Aangs voorgangers
Wanneer de Avatar sterft, reïncarneert de Avatargeest Raava in een ongeboren kind, een kind van het element dat als volgende in de cyclus aan de beurt is. De herboren Avatar moet daarna opnieuw leren om alle vier elementen te sturen.  
De meest recente Avatars zijn: Korra (Waterstam), Aang (Luchtnomade), Roku (Vuurnatie), Kyoshi (Aarderijk), Kuruk (Waterstam) en Yang-Cheng (Luchtnomade). Via meditatie kan Aang communiceren met de geesten van zijn vorige levens. Deze kunnen hem dan ook raad geven.

## Secundaire personages

### Avatar Roku
- Naam: Roku
- Nationaliteit: Vuurnatie
- Geslacht: Man
- Kleur haar: Zwart/grijs
- Kleur ogen: Geel/lichtbruin
- Leeftijd: 112 jaar geleden overleden.
- Eerste verschijning: De Zuidelijke Luchttempel
- Sturing(en): Vuur, Aarde, Lucht, Water
- Groep: Team Sozin/Team Roku (Roku en Sozins groep)

Avatar Roku was de Avatar voor Aang. Hij was van nature een Vuurmeester en leefde in de Vuurnatie op een van de eilanden, waar tot voor kort ook zijn eigen tempel stond. Hij was in zijn jeugd zeer goed bevriend met Vuurheer Sozin. Roku verklaart ook aan Aang dat het zijn schuld is dat de oorlog in eerste instantie begonnen is. Jaren eerder kwam hij achter het plan van Sozin, en riep hem weer bij zinnen. Hij was ook opgelucht dat Sozin hem te hulp schoot bij het redden van zijn eiland, waar een vulkaan uitbarstte. Sozin liet hem echter na even geholpen te hebben achter om te sterven. Nu woont hij in de geestenwereld, samen met zijn reusachtige geestendraak genaamd Fang. Roku's geest keert terug om Aang te helpen in zijn strijd tegen de Vuurnatie. Het wordt ook bekend dat Zuko een afstammeling is van Roku via zijn moeders kant, en van Sozin via zijn vaders kant.

### Zhao
- Naam: Zhao
- Nationaliteit: Vuurnatie
- Geslacht: Man
- Kleur haar: Zwart
- Kleur ogen: Geel/lichtbruin
- Leeftijd: Hij is dood; werd ongeveer 40 of 50 jaar
- Eerste verschijning: De Zuidelijke Luchttempel
- Sturing(en): Vuur
- Groep: De Vuurnatie, Vuurnatieleger

Admiraal Zhao (spreek uit: Zjou) Is ook een personage. Hij was een Commandant van de Vuurnatie totdat hij gepromoveerd werd tot Admiraal en is Zuko's bittere rivaal om Avatar Aang te vangen in Boek 1. Zhao is egoïstisch, Agressief, en kan zijn Vuursturing niet beheersen. Hij was de Leerling van Jeong Jeong, een heel sterke Vuurmeester. Maar Zhao was alleen geïnteresseerd in de vernietigende kracht van het vuur zelf dan de kracht te leren beheersen. Hij is sterk, Maar er zit totaal geen controle in. In het laatste hoofdstuk van Boek 1 wordt Zhao meegenomen naar de geestenwereld om daar voor altijd in pijn te verbijven.

### Prinses Yue
- Naam: Yue (Yua is Chinees voor maan)
- Nationaliteit: Waterstam (noordelijke Waterstam)
- Geslacht: Vrouw
- Kleur haar: Zwart/bruin, later wit door rivierwater
- Kleur ogen: Blauw
- Leeftijd: Op 16-jarige leeftijd overleden en leefde daarna door als maangeest.
- Eerste verschijning: De Watermeester
- Groep: Noordelijke Waterstam, Minder dan 1 aflevering bij Team Avatar.

Prinses Yue is de prinses van de noordelijke Waterstam. Ze heeft haar leven te danken aan de maangeest. Yue werd geboren met gesloten ogen. Het leek net of ze sliep. De meeste baby's huilen bij de geboorte maar Yue niet. De helers van de Noordelijke deden alles wat ze konden maar niets hielp. Ze zeiden dat Yue dood zou gaan. De nacht die volgde legde Yue's vader Yue in het meertje van de Oase en smeekte de maangeest Yue te helpen. Yue's zwarte haartjes werden wit. En Yue's ouders wisten dat Yue zou blijven leven. Sokka werd verliefd op Yue en zij ook op hem, maar Yue was al verloofd met Hahn. Ze hield eigenlijk niet van hem maar wilde haar volk niet teleurstellen. Wanneer Admiraal Zhao de maangeest (een vis) vermoord, offert Yue zich op en redt de maangeest. Zij is nu de maangeest en dus ook de maan. Ze is aan het eind van boek 1 te zien en in de 1e aflevering van boek 3 steunt ze Aang. In boek 2 kwam ze even voor in het moeras, maar dat bleek later slechts verbeelding te zijn die Sokka had omdat het moeras iemand dingen kan laten zien die gebeurd zijn of nog moeten gebeuren. Ze is ook (door een actrice gespeeld) te zien in boek 3 in: De spelers van het Sintel eiland.

### Long Feng
- Naam: Long Feng
- Nationaliteit: Aarderijk
- Geslacht: Man
- Kleur haar: Zwart
- Kleur ogen: Grijs
- Leeftijd: Ongeveer 40 jaar
- Eerste verschijning: Stad van Muren en Geheimen
- Sturing(en): Aarde
- Groep: Dai Li, Aarderijk

Long Feng is de leider van de Dai Li en de raadgever van de Aardekoning, maar achter de schermen houdt hij de touwtjes strak in handen in Ba Sing Se. Hij verzwijgt de oorlog met de Vuurnatie aan iedereen in Ba Sing Se - ook de Aardekoning. Via hypnose houdt hij mensen die te nieuwsgierig worden in bedwang. Als hij merkt dat iemand lucht heeft van de oorlog en dit nader onderzoekt, hypnotiseert hij hem/haar door de zeggen: "Naam, De Aardekoning heeft je ontbonden naar het Laogai-meer". De gehypnotiseerde antwoordt dan (met glazige ogen): "Het Is Me Een Eer Om Zijn Uitnodiging Te Aanvaarden".
Nadat Aang de Aardekoning met overtuigende bewijzen kan overtuigen dat er oorlog is en zijn raadgever hem verraadt, wordt Long Feng gearresteerd. Maar de Dai Li gehoorzamen hem nog steeds. Wanneer hij achter het plan van Azula komt om de stad over te nemen, slaan de twee de handen ineen. Te laat beseft Long Feng dat Azula nog sluwer is dan hijzelf, en ze hem enkel als pion in haar plan gebruikt. Ze krijgt de Dai Li aan haar kant door te bewijzen een betere leider te zijn dan Long Feng. Nadat ze Ba Sing Se heeft veroverd, ontdoet ze zich van Long Feng.

### Ty Lee
- Naam: Ty Lee
- Geslacht: Vrouw
- Haarkleur: Bruin
- Leeftijd: 14
- Oogkleur: Grijs
- Eerste verschijning: De Terugkeer naar Omashu
- Sturing(en): vechtkunst Dim Mak of Kyusho-jitsu, "chi blokken"

Groep: Eerst 'Team Azula', na de aflevering: de Kokende Rots deel 2 geen groep. In Sozins Komeet deel 4 werd ze samen met Mai vrijgelaten en sluit zich aan bij de Kyoshi Krijgers.
Ty Lee is een oude vriendin van Azula die met haar is opgegroeid. Als Azula de taak krijgt om Iroh en Zuko op te sporen en later ook de Avatar te vinden roept ze de hulp in van Ty Lee en Mai. Ty Lee die bij het circus optreedt, is eigenlijk erg gelukkig daar en wil eerst niet mee met Azula, maar Azula heeft zo haar eigen manieren om iemand te overtuigen. Ze gaat kijken naar de voorstelling van Ty Lee en vraagt aan de circusman of hij het net in brandt steekt. Ty Lee ziet dit als bedreiging en uiteindelijk gaat ze toch mee. Ty Lee lijkt niet gevaarlijk, maar kent het menselijk lichaam erg goed en is gespecialiseerd in de vechtkunst Varma Kalai, wat betekent dat ze met een paar korte stoten op bepaalde drukpunten van het lichaam iemands Chi kan blokkeren, waardoor die persoon bepaalde lichaamsdelen tijdelijk niet meer kan bewegen en tijdelijk geen elementen meer kan sturen. Verder is ze erg lenig, enthousiast, vrolijk en optimistisch. Ze is heel traag van begrip. Ze vindt Sokka wel een leuke jongen en schaamt zich er niet voor, want ze vertelde het al aan Mai. Ty Lee is acrobaat geworden om op te vallen en anders te zijn, omdat ze vroeger nooit opviel in een groot gezin met 6 precies gelijke zussen. Vandaar dat ze nu veel aandacht vraagt van jongens.
Wanneer Mai Zuko helpt om uit een gevangenis te ontsnappen wil Azula haar ter plekke doden, maar dit lukt haar niet omdat Ty Lee Azula verlamt, waardoor Azula haar, samen met Mai, laat opsluiten. Nadat Aang een einde heeft gemaakt van de oorlog werden Ty Lee en Mai vrijgelaten en besloten om zich toe te voegen aan de Kyoshi Krijgers.

### Mai
- Naam: Mai
- Nationaliteit: Vuurnatie
- Geslacht: Vrouw
- Kleur haar: Zwart
- Kleur ogen: Goud
- Leeftijd: 15 jaar
- Eerste verschijning: De terugkeer naar Omashu
- Sturing(en): Shurikens
- Groep: Eerst 'Team Azula', na de aflevering: de Kokende Rots deel 2, geen groep. Ze werd bevrijd in de laatste aflevering en kreeg een relatie met Zuko. Wat er verder met Mai gebeurt zie je in de later uitgebrachte stripverhalen The Promise en Smoke and Shadow.

Mai is samen met Ty Lee en Azula opgegroeid, ze is een verveelde, luie tiener en woont in Omashu, maar in tegenstelling tot Ty Lee vindt ze het er vreselijk. Ze verveelt zich rot en is blij als Azula ook haar vraagt om mee te gaan op haar zoektocht. Mai was vroeger verliefd op Zuko en nu nog steeds, al is ze erg verlegen en geeft ze het mooi niet toe. In het derde boek (Vuur) zie je echter wel dat Mai en Zuko een relatie hebben. Hoe dit tot stand is gekomen is niet duidelijk, wel zie je dat ze vaak genoeg zoenen in afleveringen. Mai is een expert met Shurikens, dat zijn scherpe werpsterren, wat haar samen met haar koelbloedige karakter tot een erg gevaarlijke tegenstander maakt. Ze gebruikt soms ook werpstiletto's. Dat zijn relatief kleine, maar dodelijke mesjes, die meestal automatisch openen. Mai uit zich niet zo snel. Vroeger als kind was ze rijk en verwend, en kreeg ze alles wat ze wilde, zolang ze maar stil zat en niet praatte. Het is daarom dat ze zich nu nog niet zo erg durft te uiten.
Wanneer Zuko geen banneling meer is groeit er een relatie op tussen Mai en Zuko, ze zijn dus verliefd.
Als het allemaal voorbij is wordt Mai de vrouw van Zuko, die de nieuwe Vuurheer wordt.

### De Aardekoning Kuei
- Naam: Aardekoning Kuei
- Nationaliteit: Aarderijk
- Geslacht: Man
- Kleur haar: Zwart
- Kleur ogen: Groen
- Leeftijd: Ongeveer 35 jaar
- Eerste verschijning: Stad van Muren en Geheimen
- Sturing(en): Geen
- Groep: Aarderijk

De koning van het Aarderijk, die al jong op de troon zat. Hij wist echter niets van de oorlog, omdat de Dai Li en Long Feng dit verzwegen. Hij komt echter bij zinnen wanneer Aang en zijn groep de harde bewijzen tonen. Of hij kan Aardesturen is niet bekend. Hij heeft een beer genaamd Bosco die in de serie raar gevonden wordt omdat hij een "normaal" dier is (de meeste dieren in de wereld van Avatar zijn kruisingen tussen twee of meer diersoorten). De Aardekoning houdt heel erg van zijn beer. Zo staat hij erop dat ze eerst Bosco redden voordat ze uit het bezette Ba Sing Se vluchten. In boek 3 vertelt Sokka dat de Aardekoning samen met Bosco in vermomming de wereld is gaan rondtrekken nadat Ba Sing Se is overgenomen door de Vuurnatie.

### Bliksem Bliksem Boemman/Explosieman
- Naam: Bliksem-Bliksem-Boem-Man (of Explosieman)
- Nationaliteit: Vuurnatie
- Geslacht: Man
- Kleur haar: Kaal
- Kleur ogen: Rood
- Leeftijd: Onbekend
- Eerste verschijning: De hoofdband
- Sturing(en): Ontbranding (Vuur)
- Groep: Huurmoordenaar van de Vuurnatie

In het einde van de aflevering van De hoofdband huurt Zuko deze man in om de Avatar te vinden en te doden. Hij probeert inderdaad meerdere keren de Avatar te pakken te krijgen en heeft een kracht die verder bij niemand van de personages voorkomt. Hij heeft op zijn voorhoofd een getatoeëerd (?) derde oog waarmee hij gestuurde explosies kan laten plaatsvinden met zijn geest. (Vandaar dat Sokka hem deze naam geeft, de echte naam van deze man is niet bekend)
Uiteindelijk krijgt Zuko spijt dat hij Explosieman heeft ingehuurd en probeert hem te stoppen, maar is geen partij voor de enorme spierkracht van de man, die weigert zijn jacht te stoppen, ook als Zuko hem meer geld aanbiedt om op te houden. Uiteindelijk sterft hij als gevolg aan een explosie die veel te dichtbij is omdat Sokka hem met zijn boemerang op zijn voorhoofd raakte en hij verward was.

### Sozin
- Naam: Sozin
- Nationaliteit: Vuurnatie
- Geslacht: Man
- Kleur haar: Zwart, op latere leeftijd grijs.
- Kleur ogen: Goud
- Leeftijd: Overleden op ongeveer 102-jarige leeftijd.
- Eerste verschijning: De Avatar en de Vuurheer
- Sturing(en): Vuur
- Groep: De Vuurnatie, Vuurnatieleger

Vuurheer Sozin was de vader van Vuurheer Azulon, de grootvader van Iroh en Ozai en de overgrootvader van Zuko en Azula. Hij is de Vuurheer die begonnen is met de inmiddels al 100 jaar durende oorlog. In zijn jeugd was hij erg goed bevriend met Avatar Roku. Hij stelde dan later ook voor om de Vuurnatie uit te breiden, in andere woorden: de andere naties veroveren. Roku wilde hier niets van weten en toen Sozin zijn plan toch doorzette was Roku gedwongen hem een halt toe te roepen. 25 Jaar later barst de vulkaan op Roku's eiland uit. Sozin snelt zijn oude vriend te hulp, maar nadat Roku overweldigd wordt door de vulkanische gassen realiseert hij dat, met Roku's dood, zijn visie werkelijkheid kan worden. Hij laat Roku achter om te sterven en bereid zijn leger voor. Met de komst van een passerende komeet (later in de serie 'Sozins Komeet' genoemd) wordt de kracht van zijn leger vergroot en valt hij de andere naties aan. Het was vooral zijn bedoeling de Luchtnomaden uit te schakelen omdat daar de nieuwe Avatar geboren zou worden. Dit mislukte: Aang bleef in leven omdat hij was weggelopen.
Ironisch genoeg zijn de twee achterkleinkinderen van Sozin, Zuko en Azula, tevens de achterkleinkinderen van Roku via hun moeders kant. Ursa was namelijk de kleindochter van Roku.

### Suki
- Naam: Suki
- Nationaliteit: Aarderijk
- Geslacht: Vrouw
- Kleur haar: Bruin
- Kleur ogen: Donkerblauw
- Leeftijd: 15
- Eerste verschijning: De Krijgers van Kyoshi
- Wapen(s): Waaiers
- Vechttechniek: Tessenjutsu
- Groep: Kyoshi Krijgers, Team Avatar

Sokka en Suki zijn verliefd op elkaar. Suki zit bij de Kyoshi Krijgers, en je ziet haar zelden zonder haar make-up en "uniform" aan. Twee keer zie je haar zonder, in de aflevering bij de Slangenpas en bij de Vuurnatie gevangenis waar Sokka haar ziet en bevrijd. Sokka en Suki zoenen ook in die twee afleveringen. Eerder vindt Suki Appa gewond. Zij en de andere Kyoshi Krijgers redden Appa en vechten zelfs tegen Azula daarvoor. Helaas worden ze verslagen en neemt Azula ze gevangen. Door middel van de uniformen die Azula dan van de Kioshi Krijgers steelt, neemt ze Ba Sing Se over. Nog later, op de dag van de zwarte zon, zegt Azula tegen Sokka dat ze Suki gevangen heeft en dat ze had gezegd dat ze zeker wist dat Sokka haar zou komen redden. Dit zei Azula om tijd te rekken, en het werkte goed ook.
Persoonlijkheid: Suki is de trots van de strijders van Kyoshi. Haar vechttechnieken zijn ver ontwikkeld en is een sterke en trotse strijder. Wanneer Sokka denkt dat vrouwen helemaal niet kunnen vechten herstelt ze dat helemaal, door hem te verslaan binnen enkele seconden in een duel. Later neemt zij Sokka als leerling, om hem de technieken van het vechten te leren. De groep heeft zo'n grote invloed op haar gehad dat ze besluit Eiland Kyoshi te verlaten en te gaan vechten aan het vasteland tegen de Vuurnatie.

### Ursa
- Naam: Ursa
- Nationaliteit: Vuurnatie
- Geslacht: Vrouw
- Kleur haar: Zwart
- Kleur ogen: Goud
- Leeftijd: Waarschijnlijk tussen de 40 en de 45
- Eerste verschijning: Zuko alleen
- Sturing(en): Geen

Ursa is de moeder van Zuko en Azula. Ze is de kleindochter van Avatar Roku, De Avatar voor Aang.
Toen Iroh zijn zoon Lu Ten verloor, wilde Ozai dat Vuurheer Azulon Irohs troonrecht introk. Dus dat Ozai Vuurheer zou worden als Azulon doodging. Maar Azulon vond dat Iroh al genoeg had geleden door een zoon te verliezen. Hij zei dat Ozai zelf moest weten hoe dat was door zijn eigen zoon te verliezen. Ursa hoorde dat. Ze wilde niet dat Ozai Zuko iets aan zou doen. Daarom bedacht zij een gevaarlijk plan om te zorgen dat Zuko bleef leven en Ozai toch Vuurheer zou worden. Die nacht ging Ursa afscheid nemen van Zuko. Ze liep weg. De volgende morgen ging Zuko gelijk op zoek naar zijn moeder. Hij rende langs Azula die vertelde dat opa, Vuurheer Azulon, was overleden. Zuko rende naar zijn vader die buiten bij het meertje stond. Zuko vroeg gelijk waar zijn moeder was maar zijn vader gaf geen antwoord. Ze was weg.
Later, in boek 3, verteld Ozai dat hij Ursa verbannen had.
Ursa verschijnt maar drie keer: een keer in "Zuko Alleen", een keer tijdens de ontknoping en nog een keer bij een nachtmerrie van Zuko.
Als Zuko Vuurheer is geworden weet Ursa dat het veilig is om terug te keren naar de Vuurnatie, maar ze doet dit niet.

### De Kolenman
- Naam: De Kolenman
- Nationaliteit: Aarderijk
- Geslacht: Man
- Kleur haar: Grijs
- Kleur ogen: Groen
- Leeftijd: Rond de 48
- Eerste verschijning: De Koning van Omashu
- Sturing(en): Geen
- Groep: Geen

De Kolenman woonde in Omashu en verkocht daar bloem- en spitskolen. Hij maakte zijn debuut in boek 1, aflevering De koning van Omashu. Daar werd zijn bloemkolenkraampje kapotgemaakt door Aang. Daarna begon hij een handel in spitskolen.
Een hele tijd later in Terugkeer naar Omashu gebeurt precies hetzelfde. Hij pikt het niet meer en besluit op weg te gaan naar Ba Sing Se. In De Slangenpas probeert hij aan boord te komen van de veerboot naar Ba Sing Se maar zijn kraampje mag niet mee en wordt vernietigd. Uiteindelijk komt hij wel aan in Ba Sing Se en in Verhalen uit Ba Sing Se wordt hij voor het gezien wanneer een Kanganijn zich op zijn nieuwe kolenkraam stort. De laatste keer wordt zijn kraam vernietigd door piraten. Zijn kolen worden constant vernietigd op uiteenlopende manieren, steeds weer gevolgd door dezelfde hilarische uitroep: 'M'n kolen!'

### Jet
- Naam: Jet
- Nationaliteit: Aarderijk
- Geslacht: Man
- Kleur haar: Bruin
- Kleur ogen: Bruin
- Leeftijd: 17 jaar (misschien overleden)
- Eerste verschijning: Jet
- Wapen: Haakzwaarden
- Groep: De Vrijheidsstrijders

Jet is een heel wraakzuchtige, maar ook dappere jongen die wees werd nadat de Vuurnatie zijn dorp plunderden en zijn ouders doodde, samen met andere vluchtelingen bouwen zij een nieuw bestaan op hoog in de bomen en vormen zij het verzet tegen de Vuurnatiesoldaten die door het bos lopen. Even staat team Avatar (Min Sokka) achter hem met het vechten tegen de Vuurnatie, tot bekend wordt dat dat ook betekent onschuldige Vuurnatiebewoners aanvallen en Aarderijkbewoners opofferen, en ze zich tegen hem keren. Hij keert nog een keer terug als hij zijn toevlucht zoekt in het Aarderijk en Zuko en Iroh aanvalt, wetende dat het Vuurmeesters zijn, terwijl zij dit proberen te verbergen, Zuko is gedwongen met zwaarden te vechten. Jet wordt opgepakt en gehersenspoeld door de Dai Lee. Later komt team Avatar hem weer tegen, wanneer zij posters aan het opplakken zijn vanwege Appa's vermissing. Na een kort gevecht met Katara, sluiten hij, Smellerbee en Langschot zich bij team Avatar aan en samen gaan ze op zoek naar de Dai Lee, en vooral naar de leider Long Feng. Aang en Jet raken eerst in gevecht met elkaar, omdat Long Feng Jet opnieuw in zijn macht krijgt, maar als Aang tot Jets geest door weet te dringen, keert Jet zich tegen Long Feng. Deze stuurt echter een rots recht op Jet af en deze aanval wordt Jet fataal. Katara probeert hem nog te helen, maar het mag niet meer baten. Team Avatar verlaat het hoofdkwartier van de Dai Lee, maar Smellerbee en Langschot blijven bij Jet. Zij worden de rest van de serie niet meer gezien.

### Longshot/Langschot
- Naam: Longshot (Eng.) / Langschot (Ned.). Echte naam onbekend.
- Nationaliteit: Aarderijk
- Geslacht: Man
- Kleur haar: Zwart
- Kleur ogen: Bruin
- Leeftijd: Onzeker, er is veel over hem onzeker net als zijn echte naam.
- Eerste verschijning: Jet
- Wapen: Boog
- Groep: De Vrijheidsstrijders

Langschot is lid van de Vrijheidsstrijders. Hij hanteert met een bijna griezelige precisie en kundigheid een boog, en zwijgt vrijwel altijd. Hij spreekt slechts in één aflevering, en dan ook nog maar een paar zinnen.

### Smellerbee
- Naam: Smellerbee
- Nationaliteit: Aarderijk
- Geslacht: Vrouw. Iroh dacht eerst het tegenovergestelde, ze ziet er dan ook erg omslachtig uit.
- Kleur haar: Bruin
- Kleur ogen: Bruin
- Leeftijd: Onzeker. Waarschijnlijk tussen de 13 en de 15 jaar.
- Eerste verschijning: Jet
- Wapen: Mes
- Groep: De Vrijheidsstrijders

### De Graaf
- Naam: De Graaf
- Nationaliteit: Aarderijk
- Geslacht: Man
- Kleur haar: Bruin
- Kleur ogen: Bruin
- Leeftijd: 8 jaar
- Eerste verschijning: Jet
- Sturing(en): Geen
- Groep: De Vrijheidsstrijders

### Bumi
- Naam: Bumi
- Nationaliteit: Aarderijk
- Geslacht: Man
- Kleur haar: Wit/grijs
- Kleur ogen: Grijs/groen
- Leeftijd: Ongeveer 112 jaar
- Eerste verschijning: De koning van Omashu
- Sturing(en): Aarde
- Groep: De Orde van de Witte Lotus

Bumi was vroeger een goede vriend van Aang, maar doordat Aang al honderd jaar in het ijs gezeten heeft, herkent Aang hem niet meer. Bumi herkent Aang wel en verwelkomt hem op een vreemde manier. Zodra hij zeker wist dat Aang de Avatar was gaf hij hem drie beproevingen. Dat deed hij om Aang op een andere manier te laten denken. De laatste test was, dat Aang moest raden wie hij was. Dat deed hij en zo mochten ze verder naar de Noordpool.
Bumi komt hierna nog terug, gevangen door de Vuurnatie omdat hij niets deed toen de Vuurnatie aanviel. Dit wordt door zijn onderdanen gezien als dwaasheid, maar blijkt een tactische handeling te zijn, omdat Bumi op het moment van de zonsverduistering in zijn eentje de hele stad heroverd. Hij blijkt ook lid te zijn van De Witte Lotus, met het commentaar dat alle oude mensen elkaar kennen.
Bumi is een uitzonderlijk sterke Aardemeester, wiens kracht alleen door Toph wordt overtroffen. Hij kan bijvoorbeeld ook met bewegingen van zijn gezicht Aardesturen.

### Hama
- Naam: Hama
- Nationaliteit: Waterstam (Zuidelijke Waterstam)
- Geslacht: Vrouw
- Kleur haar: Wit/grijs
- Kleur ogen: Blauw
- Leeftijd: Ongeveer 80 jaar
- Eerste verschijning: De Poppenspeler
- Sturing(en): Water, ijs, bloed
- Groep: Geen

Hama was ooit een Watermeester die leefde in de Zuidelijke Waterstam, maar dat werd haar ontnomen toen de Vuurnatie aanviel en zo goed als alle Watermeesters meenamen of doodde.
Ook Hama werd gevangengenomen en meegenomen naar de Vuurnatie waar ze enkele jaren gevangen zat.
Bij volle maan was Hama in staat om te Bloedsturen en dat gebruikte ze om te kunnen ontsnappen uit de gevangenis.
Vanaf dat moment gebruikte ze haar kracht om te kunnen Bloedsturen op onschuldige inwoners van Vuurnatiedorpen en ze jarenlang gevangen te zetten, zoals de soldaten dat bij haar doen. Wanneer Katara bij Hama in de leer gaat en haar enkele onschuldige tactieken leert, wil zij Katara ook Bloedsturing leren, maar Katara zelf wil dit niet.
Uiteindelijk ontdekken ze wat Hama al die jaren met onschuldige mensen gedaan heeft en laten ze haar voor de rest van haar leven opsluiten, wat waarschijnlijk niet al te lang was omdat Hama al heel oud was.

### Meester Pakku
- Naam: Pakku
- Nationaliteit: noordelijke Waterstam
- Geslacht: Man
- Kleur haar: Wit/grijs
- Kleur ogen: Blauw
- Leeftijd: Ongeveer 80 jaar
- Eerste verschijning: De Watermeester
- Sturing(en): Water en ijs
- Groep: De Orde van de Witte Lotus

Meester Pakku is een Watermeester die eerst tot zijn zesenzestigste in de Noordelijke Waterstam woonde, maar toen naar de Zuidelijke Waterstam verhuisde om daar de nodige hulp te bieden.
Meester Pakku was eerst een leraar Watersturing die Aang les in Watersturing gaf tot hij dit aan Katara overliet en hij naar de Zuidelijke Waterstam verhuisde.
Nog een reden om naar de Zuidelijke Waterstam te gaan is omdat de oma van Katara en Sokka, Kanna, daar woont. Kanna woonde eerste ook in de Noorder Waterstam tot ze werd uitgehuwelijkt aan Pakku toen ze nog heel jong was. Ze wilde niet met hem trouwen en daarom vluchtte ze ver weg tot ze bij de Zuiderstam was. Daar bleef ze en stichtte daar haar familie, met wie ze het nooit over Pakku heeft gehad. Wel gaf ze haar verlovingsketting, die ze van Pakku had gehad, door aan haar schoondochter (Katara's moeder Kya) die hem op haar beurt weer doorgaf aan Katara.
Zo kwam Pakku te weten wie Katara was en daarom reisde hij naar de Zuidelijke Waterstam, om zijn verloren liefde terug te vinden.

### Azulon
- Naam: Azulon
- Nationaliteit: Vuurnatie
- Geslacht: Man
- Kleur haar: Wit/grijs, eerst zwart
- Kleur ogen: Oranje/bruin
- Leeftijd: Overleden op 95-jarige leeftijd, vijf jaar voor de serie begon.
- Eerste verschijning: Zuko Alleen
- Sturing(en): Vuur
- Groep: Geen

Vuurheer Azulon was de vader van Iroh en Ozai. Zijn vader was Vuurheer Sozin (die de oorlog begon). Hij is de grootvader van Zuko en Azula (Azula is naar hem vernoemd).
Hij is geboren na de dood van Avatar Roku
Waar door hij waarschijnlijk niet geïnformeerd is over de geheime geschiedenis over zijn vader en zijn vriendschap met Avatar Roku.
Hij regeerde zijn Natie 23 jaar in oorlog en bracht vele overwinningen voor zijn volk.
Na zijn dood wilde Azulon dat Iroh Vuurheer werd, maar Ozai en Ursa hadden dat zo geregeld dat Ozai toch Vuurheer werd, terwijl dit eigenlijk niet zijn laatste wens was.

## Wezens
In deze serie komen veel verschillende diersoorten voor. Deze zijn vrijwel altijd een mix van twee bestaande diersoorten. In de Vuurnatie gebruiken ze bijvoorbeeld een Komodo-neushoorn als rij- en lastdier, in het Aarderijk gebruiken ze daarvoor een Struisvogelpaard. De Waterstam heeft een Buffel-jak (Noordelijke Waterstam)en een IJsbeer-hond (Zuidelijke Waterstam). Verder reizen er ook dieren mee met Aang, Sokka en Katara, namelijk Appa en Momo.